# Јагодаста отровна жаба
Јагодаста отровна жаба (лат. Oophaga pumilio, некада Dendrobates pumilio) је врста мале отровне жабе која настањује Средњу Америку. Уобичајена је у свом станишту, које се протеже од источног дела централне Никарагве, преко Костарике и северозападне Панаме. Често настањује влажне низије и шуме на малим надморским висинама, али велике популације се такође налазе у областима под људским утицајем, као што су плантаже. Јагодаста отровна жаба је можда најпознатија по својим широко распрострањеним варијацијама боја, које садрже од 15 до 30 морфова. Иако није најотровнија отровна жаба, најотровнији је члан свог рода.